# 환여동
환여동(環汝洞)은 대한민국 경상북도 포항시 북구의 동이다. 환여동은 2,750세대의 대단위 아파트 단지와 포항시 제1의 휴식공간인 환호해맞이공원(516,000m2)과 포항미술관, 청소년수련관 및 5.08km의 해안도로가 개설되어 있는 최적의 주거지로 자리매김 하고 있다.

## 개요
환여동은 70년대까지 전형적인 농어촌 마을이었으나 택지조성으로 도시화된 지역이다. 자연부락(1.2.3통 지역)과 토지구획 정리지구(2.34 km2), 3.9 km 정도에 이르는 해안선이 접해 있다. 환태평양 시대에 물류산업의 기반이 될 신항만이 인근 흥해읍 죽천리에 조성 중에 있어 신항만 완공시 북부권 개발중심지로 부상하고 있다.

## 연혁

### 환호동
- 조선후기 흥해군 동상면의 한자동과 신촌동 지역
- 1914년 3월 1일 포항면이 승격될 때 한자동과 신촌동을 합쳐 환호동이란 새 동명이 탄생
- 1917년 10월 1일 면제개정에 따라 형산면에 소속
- 1938년 10월 1일 포항읍에 편입

### 여남동
- 조선후기 흥해군 동상면의 여남동과 갈마동지역
- 1914년 3월 1일 포항면이 승격될 때 여남동과 갈마동을 합쳐 여남동이라 함.
- 1917년 10월 1일 면제개정에 따라 형산면에 소속
- 1938년 10월 1일 포항읍에 편입

### 환여동
- 1966년 7월 15일 동행정구역을 넓힐 때 환호동과 여남동을 합하여 환여동이란 행정동을 통합.
- 1995년 1월 1일 포항시 북구(도농복합형 도시)에 편입.

## 법정동
- 여남동(汝南洞)
- 환호동(環湖洞): 환여동 행정복지센터 소재지

## 아파트
- 대한주택공사
  - 해맞이그린빌 1단지 - 2005년 12월 입주 / ㈜서한, 대우자동자판매㈜ 건설부문
  - 해맞이그린빌 2단지 - 2007년 4월 입주 / 극동건설

## 교육 기관
| 학교명               | 소재지                  | 비고                                |
| -------------------- | ----------------------- | ----------------------------------- |
| 대도중학교           | 북구 삼흥로509번길 19   |                                     |
| 포항해맞이초등학교   | 북구 환호로 37          |                                     |
| 포항해양과학고등학교 | 북구 여남포길21번길 18  |                                     |
| 항구초등학교         | 북구 삼호로468번길 5-12 |                                     |
| 환호여자중학교       | 북구 삼호로 480-6       |                                     |
| 대양초등학교         | 북구 해양로 469         | 2000년 폐교 現 포항유아교육체험센터 |

## 공공 기관
| 기관명                   | 소재지               | 비고 |
| ------------------------ | -------------------- | ---- |
| 포항시공원시설관리사업소 | 북구 해맞이공원길 30 |      |
| 법무부 포항보호관찰소    | 북구 해안로 481      |      |
| 포항시청소년수련관       | 북구 삼호로 533      |      |
| 포항시립미술관           | 북구 해맞이공원길 10 |      |
| 환여동예비군중대본부     | 북구 삼호로 457      |      |
| 환여지구대               | 북구 삼호로 370      |      |

## 금융 기관
| 기관명           | 소재지          | 비고 |
| ---------------- | --------------- | ---- |
| 북포항새마을금고 | 북구 삼호로 470 |      |

## 간선 도로
| 구분 | 도로 이름                                        |
| ---- | ------------------------------------------------ |
| 대로 | 새천년대로 (국가지원지방도 제20호선)             |
| 로   | 삼호로 (국가지원지방도 제20호선), 해안로, 환호로 |
| 길   | 여남포길, 환호공원길                             |